# Camelus sivalensis
Camelus sivalensis — вимерлий вид верблюда з пліоцену й плейстоцену Індії. Наразі знайдено 4 колекції. 